# Дворец спорта (Овьедо)
Дворец спорта в Овьедо — многоцелевая спортивная арена в городе Овьедо (Астурия, Испания). Рассчитан на 3713 посадочных мест и максимальную вместимость в 6000 человек. Место проведения международных соревнований по баскетболу, теннису, хоккею на роликах. Дворец принадлежит мэрии Овьедо.

## История
Строительство началось в 1961 году. Торжественное открытие состоялось в 1975 году. Его купол был первым, полностью выполненным из керамики без возведения какой-либо колонны. Поскольку он зелёный и имеет форму черепашьего панциря, его обычно называют этим животным. Крытая трасса имеет четыре полосы движения по центру и восемь в середине.
Это была главная арена местного хоккейного клуба CP Cibeles и ныне распущенных баскетбольных команд CB Oviedo и CB Vetusta.

## Мероприятия, проводимые во Дворце Спорта

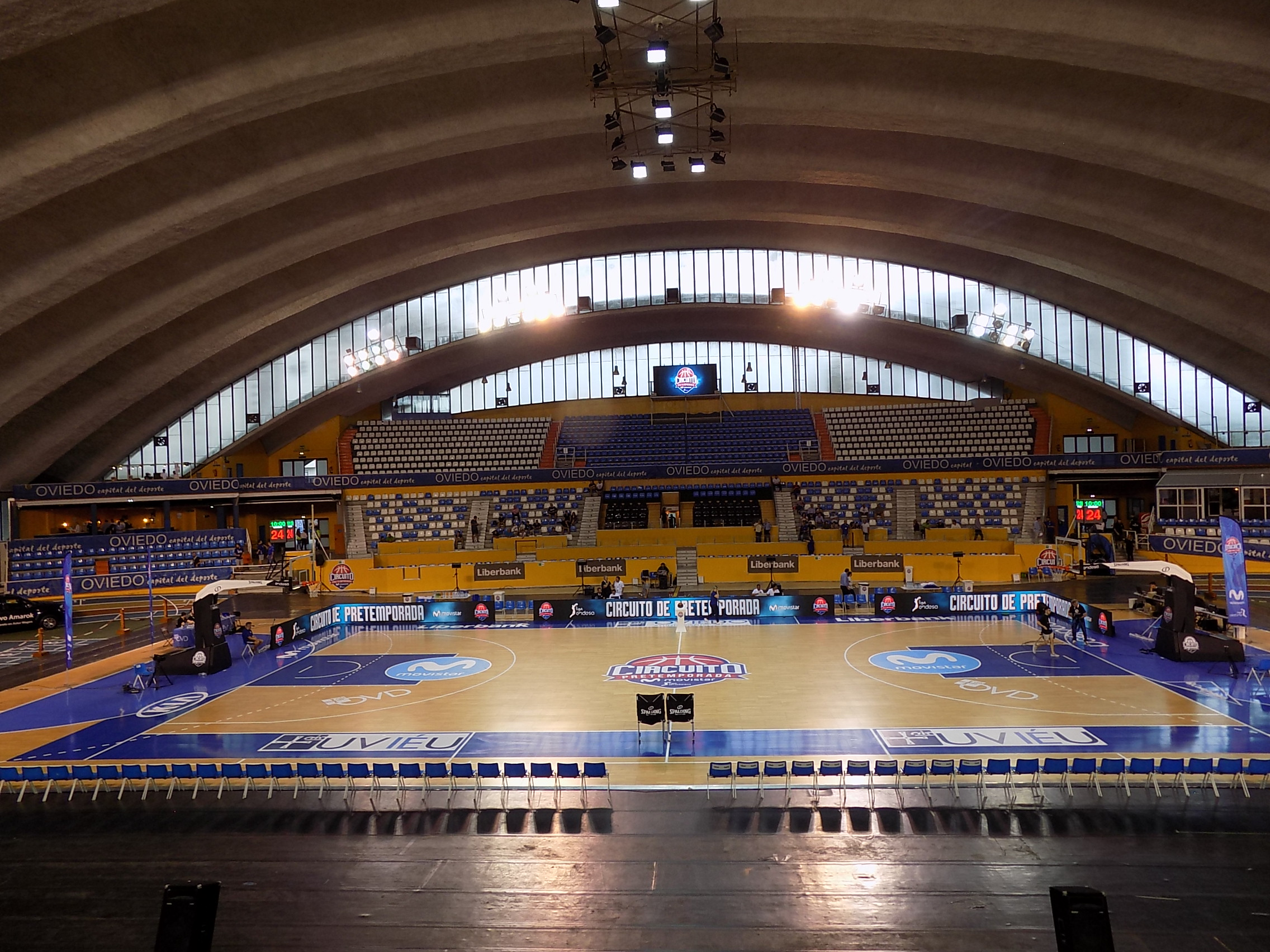
Дворец спорта в Овьедо вид на площадку

С момента своего открытия Дворец Депортес провел несколько важных чемпионатов.
- Чемпионат мира по хоккею на роликах 1976 года
- 1981 Финал Кубка обладателей кубков CERH: Первый матч, «Сибелес» — «Спортинг»
- 1983, 1982-83 Финал Испанской лиги Балонсесто: Финальный матч, Барселона — Реал Мадрид
- Чемпионат мира по баскетболу 1986: Полуфинальный раунд, группа B
- 1987 Чемпионат Европы по хоккею на роликовых коньках CERH
- 2008 Чемпионат Европы по хоккею с шайбой
- 2012 Кубок Дэвиса Мировая группа: Первый раунд, Испания — Казахстан
- 2013 Кубок Короля хоккея Патинес[2]